# Zamek w Lelowie
Zamek w Lelowie – zamek królewski zbudowany z kamienia w połowie XIV wieku w Lelowie. Remontowany w XV wieku, zamieszkany do XVIII wieku. Rozebrany w latach 1804–1805 z rozkazu władz pruskich.

## Historia
Według przekazów Janka z Czarnkowa zamek wzniósł Kazimierz III Wielki w pierwszej połowie XIV w., podczas zmiany lokalizacji miasta, które niegdyś znajdowało się razem z grodem na terenie obecnej wsi Staromieście. Załoga zamku przyczyniła się do pokonania oddziałów czeskich w bitwie pod Lelowem w 1345 roku. Liczną grupę zbrojnych stanowili mieszkańcy miasta. Za panowania króla zamek rozbudowano. Po jego śmierci warownia zaczęła tracić swoje walory obronne.  
Sytuacja zmieniła się za panowania Władysława II Jagiełły. Przebywając na zamku w 1394 roku nadał rycerzowi Bieńkowi sołectwo na prawie średzkim i nakazał mu na wypadek wyprawy wojennej do stawienia się z kuszą na zamku. Po wybuchu wojny z Zakonem Krzyżackim, król dla bezpieczeństwa państwa i poszczególnych regionów, w tym obszarów podległych zamkowi w Lelowie, w 1410 roku polecił klasztorowi Jędrzejowskiemu wysłać swoich poddanych do naprawy fosy, zamku oraz murów obronnych miasta Lelowa. Klasztor jednak od tego obowiązku się wykupił. W 1418 roku na zamku odbył się sąd nadworny z udziałem króla i innych urzędników małopolskichː sędziego ziemskiego krakowskiego Pawła z Bogumiłowic, podkomorzego krakowskiego Piotra Szafrańca, marszałka Królestwa Polskiego Zbigniewa z Brzezia, Zakliki z Korzkwi, wojewody sandomierskiego Jana ze Zdakowa i kasztelana Stanisława Gamrata. Sąd oczyścił z nagany Macieja z Wielopola herbu Pilawa. 19 marca 1425 roku Władysław Jagiełło przyjął na zamku uroczyste śluby wierności od mieszkańców miasta. 
Od początku XV wieku zamek stanowił ośrodek starostwa niegrodowego, zaliczając się do najmniejszych w województwie krakowskim. Odróżniało się ono od starostwa grodowego tym, że jego zarządca nie miał władzy sądowniczej w sprawach kryminalnych nad szlachtą okolic Lelowa. Pierwszym tenutariuszem poświadczonym w źródłach Lelowskich był w latach 1407–1425 Zbigniew Brzezina herbu Zadora, marszałek koronny, jeden z bardziej zasłużonych dowódców w bitwie pod Grunwaldem. Po jego śmierci Władysław Jagiełło, chcąc okazać swoją wdzięczność Jakubowi herbu Pobóg, dziedzicowi Koniecpola i Nakła w pobliżu Lelowa, wojewodzie sieradzkiemu i jego żonie Konstancji, która była opiekunką synów królewskich Władysława i Kazimierza, gdy byli niemowlętami i pomagała w ich dalszym wychowaniu, nadał dożywotnio wymienionym małżonkom i ich synom Janowi Taszce i Przedborowi zamek i miasto Lelów wraz ze wsiami Bliżyce, Dzibice i Sokolniki, zobowiązując Jakuba do wykupu tych dóbr za 400 grzywien z rąk poprzednich posiadaczy i jednocześnie zachowując sobie wszelkie prawa do tej królewszczyzny. 
Do 1504 roku źródła wymieniają 13 burgrabiów. Byli to: Pakosz (1392), Mitrun (1408–1410), Dziersław (1412), Piotr (1423), Mikołaj Pruski (1442 i 1460), Więcesław (1447), Marcin Giebelski z Giebła (1456–1465), Jakub (1459), Zachariasz Ostrowski (1480), Stanisław Pierzchała (1483), Andrzej Kuczkowski (1490), Maciej Żarski (1497) i Jan Grzegorzewski (1504). Do obowiązków burgrabiego należało zarządzanie zamkiem, utrzymanie obiektów zamkowych w należytym stanie, zapewnienie bezpieczeństwa społeczności zamkowej, zabezpieczenie mienia monarszego w pomieszczeniach zamkowych i spichrzach, a także gotówki i kosztowności ze skarbca. Koszty utrzymania zamku i licznego personelu były duże. Głównym źródłem dochodów były czynsze od domostw w mieście Lelów z ról i ogrodów miasta oraz z ról wsi miejskich, czyli Staromieścia, Ślęzan i Zbyszyc.
W 1494 roku nakładem mieszczan naprawiono zamkową bramę. Dziedziczenie posiadłości króla obejmujące Lelów i przyległe wsie przekształciło się w XV wieku na trwale w dobra zastawiane, z których całość dochodów czerpali zastawnicy, dotkliwie zubożając skarb państwa. W następnych stuleciach zamek uległ prawdopodobnie pożarom, które dotknęły również miasto (m.in. w 1547). Lustracja z 1662 roku opisuje zamek jako zniszczony i opustoszały. Później został on odbudowany przez starostę M. Rupniewskiego. 
W 1789 roku w zamku mieściła się kancelaria starościńska, ale już na początku wieku XIX zamek był ruiną. Ostatecznie został rozebrany w latach 1804–1805 z rozkazu pruskiego zaborcy, a materiał z rozbiórki wykorzystano do budowy domów mieszkalnych w Ślęzanach i Sokolnikach.

Pozostały jedynie fundamenty znajdujące się głęboko pod ziemią, do których dostęp jest utrudniony ze względu na to, że na powierzchni kopca, na którym stał zamek, powstał cmentarz grzebalny.

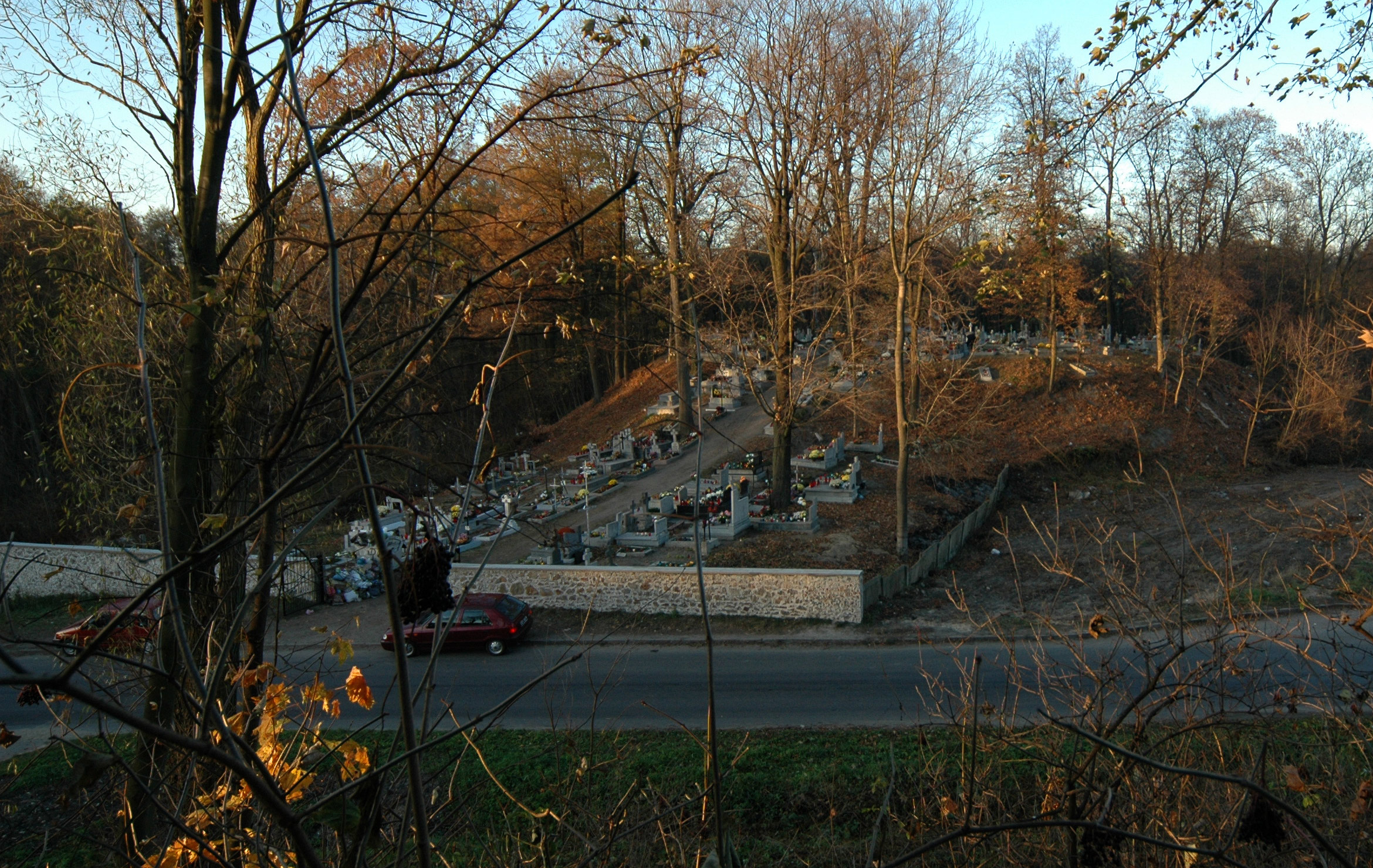
Wzgórze z cmentarzem znajdującym się w miejscu zamku

## Architektura
Zamek znajdował się na prawym brzegu rzeki Białki, na północ od skarpy, na której było miasto, w odległości 100 metrów od zabudowy. Wznosił się na kopcu o wymiarach 140 metrów długości i 70 metrów szerokości. Prawdopodobnie miał wieżę, wzniesiony był na planie regularnym. Wybudowany został w stylu gotyckim. Opis warowni z 1792 roku mówi o kwadratowym zamku w Lelowie, o jednej z piwnic będącej kiedyś więzieniem i o kwadratowym, obszernym dziedzińcu zamkowym.